# Mexique aux Jeux olympiques de 1900
Le Mexique participe aux Jeux olympiques de 1900 à Paris en France. C'est la première participation du Mexique aux Jeux olympiques. Sa délégation composée de quatre athlètes remporte une médaille de bronze et termine au vingtième rang du tableau des médailles. Toutefois, cette médaille sera redistribuée à l'équipe mixte, en juillet 2021, par le CIO. Ceci en raison de la nationalité américaine du poloïste Guillermo Hayden Wright.

## Médailles
| Médaille           | Athlète                                                                              | Sport |
| ------------------ | ------------------------------------------------------------------------------------ | ----- |
| Médaille de bronze | Guillermo Hayden Wright (en) Pablo de Escandón Manuel de Escandón Eustaquio Escandón | Polo  |